# دوللي كولينز
دوللي كولينز (بالإنجليزية: Dolly Collins)‏ هي ملحنة بريطانية، ولدت في 6 مارس 1933 في هيستينغز في المملكة المتحدة، وتوفيت في 22 سبتمبر 1995.

## وصلات خارجية
- دوللي كولينز على موقع ميوزك برينز (الإنجليزية)
- دوللي كولينز على موقع ديسكوغز (الإنجليزية)